# Philomèle et Progné
Philomèle et Progné est la quinzième fable du livre III de Jean de La Fontaine situé dans le premier recueil des Fables de La Fontaine, édité pour la première fois en 1668.
La source de La Fontaine est Le rossignol et l'hirondelle de Babrius, elle-même tirée d'une légende grecque, celle de Philomèle et Procné.

## Résumé
Philomèle a été violée par Térée, roi de Thrace, son propre beau-frère. Térée lui coupera la langue pour l'empêcher de parler mais elle brodera son histoire sur une tapisserie et sa sœur Procné, épouse de Térée, la vengera. Elle fera tuer le fils du roi, le cuisinera et lui servira à manger lors d’un festin. Pour les sauver de la vengeance de Térée, les dieux changeront Philomèle en rossignol, Procné en hirondelle et Térée en huppe. 

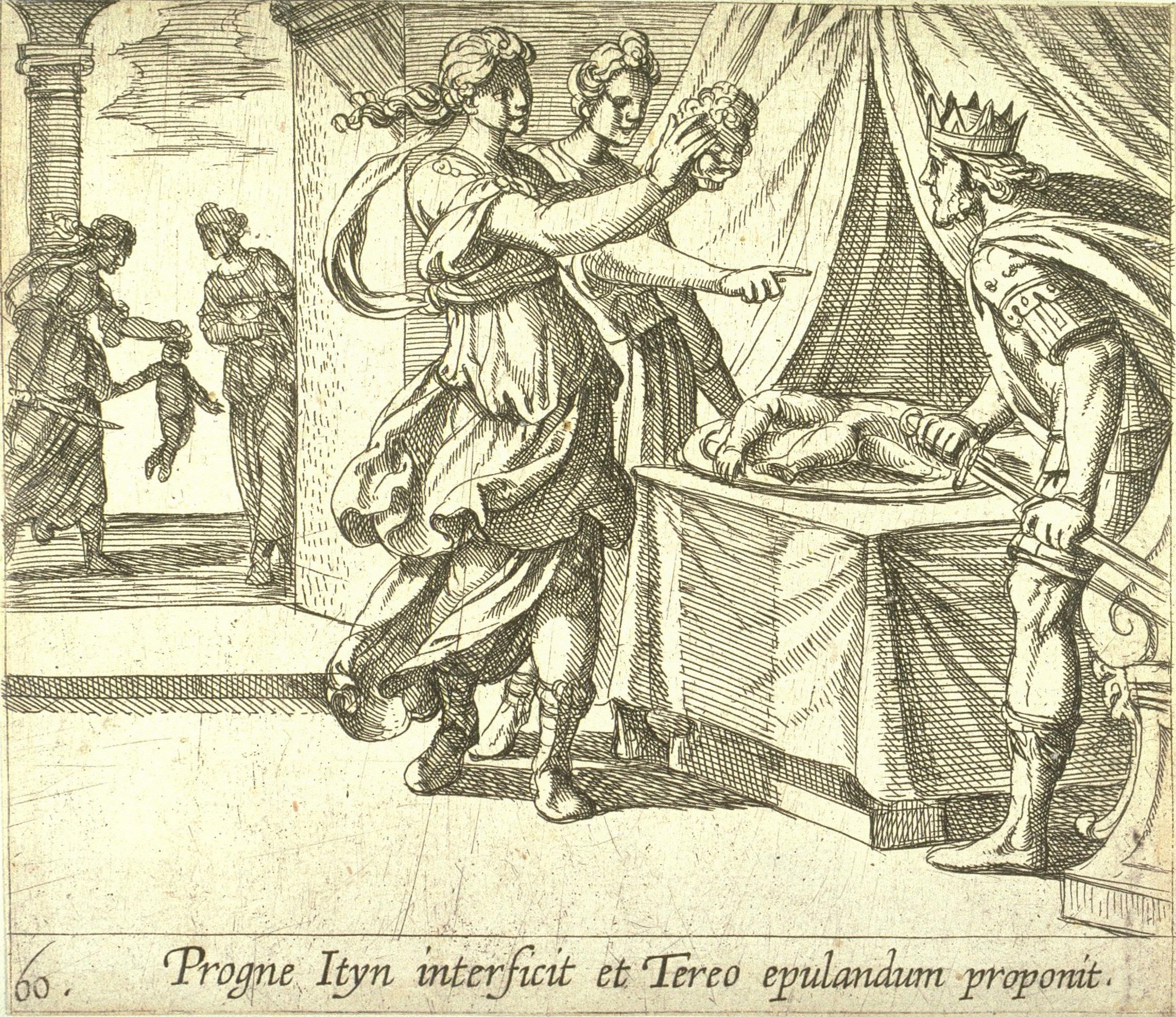
Mythe de Philomèle et Procné : Térée, après avoir mangé son jeune fils, se rendant compte du complot des deux sœurs.

Ovide, poète latin, a retranscrit cette légende dans ses  « Métamorphoses » (livre VI). Par la suite, de nombreux auteurs y feront allusion, parmi eux  François Maynard, Honorat de Bueuil, Théophile de Viau…
Autrefois Progné l'Hirondelle

            De sa demeure s'écarta,

            Et loin des villes s'emporta

Dans un bois où chantait la pauvre Philomèle.

Ma soeur, lui dit Progné, comment vous portez-vous ?

Voici tantôt mille ans que l'on ne vous a vue :

Je ne me souviens point que vous soyez venue

Depuis le temps de Thrace habiter parmi nous.

            Dites-moi, que pensez-vous faire ?

Ne quitterez-vous point ce séjour solitaire ?

Ah! reprit Philomèle, en est-il de plus doux ?

Progné lui repartit : Eh quoi cette musique

            Pour ne chanter qu'aux animaux ?

            Tout au plus à quelque rustique?

Le désert est-il fait pour des talents si beaux ?

Venez faire aux cités éclater leurs merveilles.

            Aussi bien, en voyant les bois,

Sans cesse il vous souvient que Térée autrefois

            Parmi des demeures pareilles

Exerça sa fureur sur vos divins appas.

Et c'est le souvenir d'un si cruel outrage

Qui fait, reprit sa Sœur, que je ne vous suis pas :

            En voyant les hommes, hélas !

            Il m'en souvient bien davantage
— Jean de La Fontaine, Fables de La Fontaine, Philomèle et Progné

## Origines
L’imitation de La Fontaine emprunte les éléments de la fiction relatée par Ovide, en gardant le nom des trois personnages principaux, en évoquant le Chronotope (v.6, 8) et en conservant l’action (v.18-24).
À l'instar d’Ésope, sa fable est mise en scène après les métamorphoses des protagonistes en oiseaux (v.1). 
La Fontaine tire une fable originale d’Ésope et d’Ovide: il emprunte à Ovide les noms  personnages, il retient l’époque de l’action ainsi que la nature des personnages à Ésope.
Absents chez Ésope, les nombreux vers consacrés au rossignol et à son chant s’inscrivent plus particulièrement dans une tradition du Moyen Âge et de l’Antiquité. L’action est proche de celle relatée par Ésope, néanmoins, elle est  élargie à d’autres péripéties (v.1-4).

## Analyse
Une des caractéristiques essentielle et commune aux deux fables est le dialogue. Ce dialogue se manifeste par l'utilisation du discours direct qui, par sa fonction donne cette impression de rapidité. Seule différence, Ésope commence sa fable in medias res : le lecteur se retrouve plongé immédiatement dans l'univers de nos protagonistes tandis que Jean de La Fontaine introduit sa fable par la mention des personnages (dès le premier vers avec Progné) et de l'action située (vers 7-8).
Le fait de diversifier le poème par l'emploi des quatre types de phrases (déclarative, interrogative, impérative et exclamative) permet la théâtralité de la scène et la rend donc plus vivante. La construction du texte n'est qu'une métaphore du chant des oiseaux : la rapidité du texte traduit celle du chant des oiseaux et le rythme varié est dû à l'alternance des différentes valeurs de la phrase. La métamorphe des oiseaux se retrouve donc dans la structure mais aussi l'effet produit par le texte.
Pour comprendre la fable, le lecteur doit connaître au préalable le mythe de Philomèle et Progné afin de pouvoir comprendre la morale : celle ci est vue comme implicite et donc libre à l’interprétation.